# Steve Kerr
Pour les articles homonymes, voir Kerr.
Stephen « Steve » Douglas Kerr né le 27 septembre 1965 à Beyrouth au Liban, est un joueur puis entraîneur américain de basket-ball. Il est actuellement l'entraîneur des Warriors de Golden State, au sein de la National Basketball Association (NBA). Il est neuf fois champion de la NBA, ayant remporté 5 titres en tant que joueur (3 avec les Bulls de Chicago et 2 avec les Spurs de San Antonio) et 4 titres en tant qu'entraîneur avec les Warriors. Il est le joueur le plus adroit au tir à 3 points de l'histoire de la NBA avec un pourcentage de 45,4 %.
Le 2 juin 2007, Kerr devient directeur général et président des opérations basket-ball des Suns de Phoenix. Kerr aide Robert Sarver à acheter les Suns en 2004 et devient l’un de ses conseillers de basket-ball. Kerr annonce son départ des Suns en juin 2010. Par la suite, Kerr revient en tant que commentateur pour la NBA sur TNT jusqu’en 2014.
Le 14 mai 2014, il est nommé entraîneur des Warriors de Golden State. Le 4 avril 2015, avec une victoire sur les Mavericks de Dallas, Kerr bat le record NBA du plus grand nombre de victoires en saison régulière pour un entraîneur rookie. Le 16 juin 2015, pour sa première en tant qu'entraîneur (rookie), il remporte le titre NBA avec les Warriors, faisant de lui le second entraîneur rookie de l'histoire de la NBA à réaliser cet exploit, après Pat Riley en 1982.
Le 13 avril 2016, les Warriors battent le record du plus grand nombre de victoires dans une saison régulière de la NBA, avec 73 victoires, effaçant un record précédemment détenu par les Bulls de Chicago où jouait Kerr en 1995-1996. Les Warriors retournent en finale quatre années consécutives, perdants en 2016, puis gagnants à nouveau en 2017 et 2018, et perdants à nouveau en 2019. Ils sont de nouveau champions en 2022.
Steve Kerr est aussi entraîneur de l'équipe nationale américaine depuis 2021.

## Biographie

### Jeunesse
Fils de Malcolm Kerr, un universitaire américain spécialiste du Proche-Orient, président de l'Université américaine de Beyrouth, Kerr passa une grande partie de son enfance au Liban et en Égypte. Il étudia par la suite au lycée de Palisades High School à Pacific Palisades, Californie. Le 18 janvier 1984, son père est assassiné de deux balles dans l’arrière de la tête par deux terroristes du Jihad islamique au Liban,. Kerr était âgé de 18 ans à l’époque. La famille Kerr a poursuivi le gouvernement iranien en vertu de la Loi antiterroriste et peine de mort effective de 1996. Alors qu’il s’échauffe avec les Wildcats de l'Arizona pour un match d'État de l’Arizona en 1988, Kerr a dû faire face à de nombreux fans des Sun Devils où la foule chantait en gloire à l'Organisation de libération de la Palestine, en lien avec son père. Bien que déchirant, Kerr a mené les Wildcats à la victoire, marquant 20 points en première mi-temps, marquant six tirs à trois points. Le directeur sportif d'Arizona State, Charles Harris, a envoyé une lettre d’excuses à Kerr quelques jours plus tard.

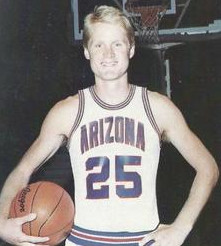
Steve Kerr sous le maillot de l'Arizona.

Kerr est diplômé de l’Université de l'Arizona en 1988 avec un baccalauréat en études générales, en histoire, en sociologie et en anglais.
Il a joué au basket-ball pour les Wildcats de l'Arizona de 1983 à 1988. Au cours de l’été 1986, Kerr a été nommé pour représenter l’équipe de basket-ball des États-Unis qui a participé au Championnat du monde FIBA en Espagne. L’équipe était la dernière équipe masculine américaine composée uniquement de joueurs amateurs à remporter une médaille d’or. Il s’est blessé gravement au genou durant le tournoi, ce qui l’a forcé à manquer toute la saison 1986-1987 en Arizona. Il a aidé les Wildcats à atteindre le Final Four de la Division I de la NCAA en 1988 avec son coéquipier américain Sean Elliott. Kerr a également établi un record NCAA en termes de pourcentage à 3 points sur une saison à 57,3%.

### Carrière de joueur

#### Débuts difficiles
Kerr est drafté par les Suns de Phoenix au second tour de la draft 1988 de la NBA, mais il est transféré ensuite au Cavaliers de Cleveland en 1989. Il y passe plus de trois saisons, et une partie de la saison avec le Magic d'Orlando. 

#### Bulls de Chicago (1993-1998)
En 1993, il signe avec les Bulls de Chicago. Lors de la saison 1994-1995, les Bulls atteignent les playoffs mais, malgré le retour tardif de Michael Jordan, ils ne parviennent pas à remporter le titre. Cependant, avec le retour à 100 % de Jordan pour la saison 1995-1996, les Bulls atteignent un bilan record de 72 victoires et 10 défaites puis battent les Seattle SuperSonics lors de la finale NBA 1996, permettant à Kerr de faire partie de l'équipe qui remporte le plus grand nombre de victoires sur une saison dans l'histoire de la NBA, record qui tient jusqu'à la saison 2015-2016.
Kerr inscrit le tir gagnant lors du sixième match de la finale NBA 1997 contre le Jazz de l'Utah sur une passe décisive de Michael Jordan, ce qui permet aux Bulls de réaliser le doublé. Kerr remporte également le Three-point Shootout lors du NBA All-Star Week-end 1997. Les Bulls battent une nouvelle fois le Jazz lors de la finale NBA 1998.

#### Spurs de San Antonio (1998-2001)
En janvier 1999, Kerr est acquis par les Spurs de San Antonio dans un échange avec les Bulls, dans lequel Chuck Person et un premier choix de draft sont envoyés à Chicago. Les Spurs arrivent en finale NBA pour la première fois de leur histoire, et Kerr remporte sa quatrième bague quand les Spurs battent les Knicks de New York en 1999. Il est l'un des seuls joueurs, ne faisant pas partie de l'équipe des Celtics de Boston, à gagner 4 titres NBA consécutivement. Kerr et Frank Saul étaient les deux seuls joueurs de l’histoire de la NBA à avoir remporté deux titres avec deux équipes différentes au cours de plusieurs saisons consécutives jusqu’à ce que Patrick McCaw réalise le même exploit en 2019.

#### Trail Blazers de Portland (2001-2002)
Kerr est échangé aux Trail Blazers de Portland aux côtés de Derek Anderson le 24 juillet 2001, dans un accord qui amène Steve Smith aux Spurs. Il restera à Portland pour la saison 2001-2002, où il disputera 65 matchs.

#### Retour aux Spurs (2002-2003)
Durant les playoffs 2003, Kerr apporte une grande contribution aux Spurs lors du sixième match de la finale de Conférence Ouest contre les Mavericks de Dallas, inscrivant quatre tirs à 3 points décisifs pour éliminer les Mavericks. Les Spurs de Kerr, David Robinson, Tim Duncan, Tony Parker et Emanuel Ginobili remportent le titre contre les Nets du New Jersey.
Kerr annonce sa retraite après la finale NBA 2003. Son bilan en carrière : 5 437 points soit 6 points par match en moyenne, 1 060 rebonds soit 1,2 rebond par match en moyenne et 1 658 passes décisives soit une moyenne de 1,8 passe décisive par match. 
Il a pris sa retraite avec le titre de tireur à 3 points le plus adroit en carrière (45,4 %). Il a aussi longtemps détenu le titre de joueur le plus adroit à trois points sur une saison avec 52,3 % au tir lors de la saison 1994-1995. Ce record a depuis été battu par Kyle Korver.

### Journaliste sportif

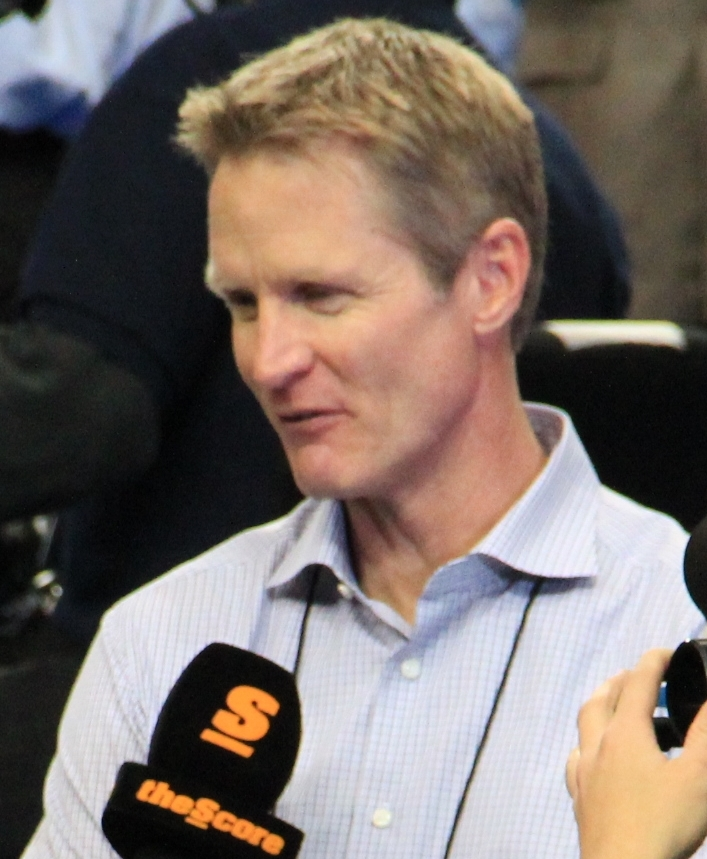
Kerr en 2013.

En 2003, Kerr est devenu consultant pour Turner Network Television (TNT), offrant des commentaires aux côtés de l’analyste Marv Albert. Il réalise une rubrique sponsorisée par Coors Light appelée Steve's Refreshing Thoughts dans laquelle il rapporte des faits marquants de l'histoire de la NBA. Durant la même période, Kerr devient consultant pour Yahoo!.
Il prête sa voix aux jeux vidéo de EA Sports, NBA Live 06, NBA Live 07, NBA Live 08, NBA Live 09 et NBA Live 10 avec son compère Albert. Il a également fourni sa voix en tant qu’analyste pour NBA 2K12, NBA 2K13, NBA 2K14 et NBA 2K15. Il est demeuré commentateur sur l'édition 2015 malgré le fait qu’il soit devenu l’entraîneur des Warriors de Golden State pour la saison 2014-2015 plusieurs mois avant la sortie du jeu.
Kerr a quitté la radiodiffusion en 2007 pour devenir manager général des Suns de Phoenix, mais il a été confirmé le 28 juin 2010 qu’il reviendrait comme analyste de la NBA pour TNT à partir de la saison 2010-2011 de la NBA. Depuis 2011, Kerr a également commenté le championnat de basket-ball de la division I masculine de la NCAA, sur Turner Sports et CBS.
Kerr a régulièrement contribué au site Grantland de 2011 jusqu’à sa fermeture en 2015.

### Manager général des Suns de Phoenix
Le 15 avril 2004, Kerr fait partie d'un groupe d'acheteurs potentiels qui veulent acquérir les Suns de Phoenix de Jerry Colangelo, alors le propriétaire, pour 300 millions de dollars,.
Le 2 juin 2007, Kerr annonce officiellement son départ du poste de commentateur de TNT et chez Yahoo! pour devenir le manager général des Suns de Phoenix commençant lors de la saison 2007-2008. Il remplace Mike D'Antoni, qui veut se concentrer sur ses fonctions d'entraîneur. En 2008, les Suns ont échangé Shawn Marion et Marcus Banks contre Shaquille O'Neal. Les Suns ont été éliminés par les Spurs de San Antonio en cinq matchs lors du premier tour des playoffs. Le 10 décembre 2008, Kerr a continué de reconstruire l'effectif des Suns en échangeant Boris Diaw, Raja Bell et Sean Singletary contre les Bobcats de Charlotte en échange de Jason Richardson et Jared Dudley. Le 25 juin 2009, Kerr a échangé O’Neal contre les Cavaliers de Cleveland pour Ben Wallace et Sasha Pavlovic.
Le 15 juin 2010, Kerr a démissionné de son poste de président et manager général des Suns.

### Carrière d'entraîneur

#### Warriors de Golden State (depuis 2014)

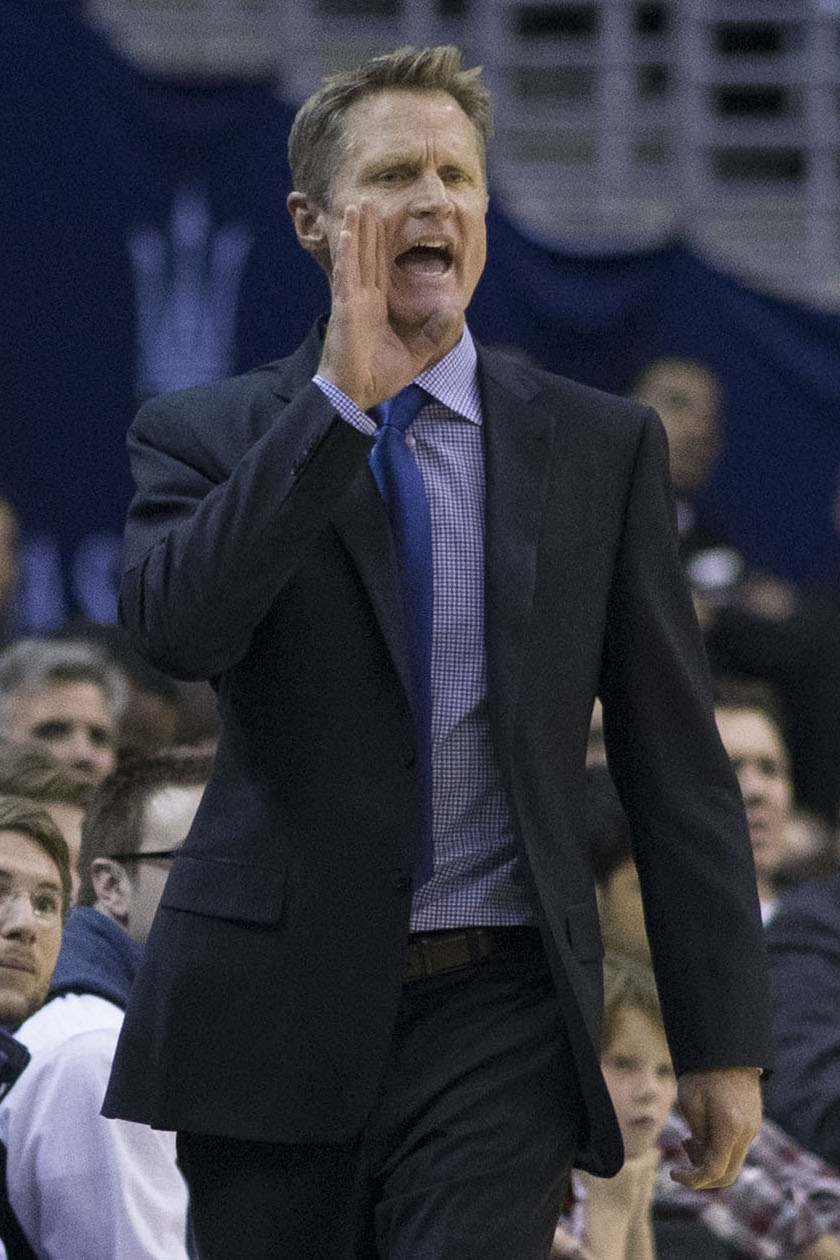
Kerr en tant qu'entraîneur des Warriors en 2015.

Le 14 mai 2014, Kerr a conclu une entente pour devenir entraîneur des Warriors de Golden State, succédant à Mark Jackson. Kerr a été entraîneur de la Summer League 2014 pour les Warriors. Au cours de la saison 2014-2015, l’attaque de l’équipe a basé sur des éléments de l'attaque en triangle, de l'époque où il jouait sous Phil Jackson à Chicago, de l’espacement et du rythme de Gregg Popovich à San Antonio, et le run-and-gun des Suns sous Mike D'Antoni.
Après que les Warriors eurent battu les Rockets de Houston pour remporter leur 14e match consécutif, Kerr est devenu le premier entraîneur à commencer sa carrière avec un bilan de 19-2. Le 10 décembre 2014, Kerr est devenu le premier entraîneur rookie de la NBA à remporter 21 de ses 23 premiers matchs. Il a été nommé entraîneur de l’équipe de la conférence Ouest pour le NBA All-Star Game 2015, après que Golden State ait obtenu le meilleur bilan de la conférence. Le 4 avril 2015, les Warriors ont battu les Mavericks de Dallas, 123-110 pour obtenir l’avantage du terrain pendant les playoffs, et Kerr a obtenu sa 63e victoire de la saison pour devenir l’entraîneur rookie le plus victorieux de l’histoire de la NBA . Il a dépassé Tom Thibodeau et ses 62 victoires avec les Bulls de Chicago lors de la saison 2010-2011. Dans le vote de l’entraîneur de l’année de la NBA, Kerr était deuxième derrière Mike Budenholzer.
Les Warriors ont fini avec l’une des meilleures saisons régulières de l’histoire de la NBA, et la meilleure de l’histoire de l’équipe en 69 ans. Golden State a terminé avec un bilan global de 67-15, devenant la 10e équipe à remporter 67 matchs ou plus en une seule saison. C’était la première fois que les Warriors remportaient plus de 60 matchs au cours d’une saison, leur record précédent était de 59 lors de la saison 1975-1976. Les Warriors ont également terminé avec un bilan de 39-2 à domicile, qui est à égalité pour le deuxième meilleur bilan à domicile de l’histoire de la NBA. Les Warriors ont été les premiers en efficacité défensive pour la saison et les deuxièmes en efficacité offensive, manquant à peine la performance des Sixers de Julius Erving qui étaient les premiers en efficacité offensive et défensive. Ils sont devenus la première équipe de l’histoire de la NBA à avoir plus de deux séries de 15 victoires à domicile (18 et 19).
Lors du premier tour des playoffs 2015 contre les Pelicans de La Nouvelle-Orléans, Kerr a mené les Warriors à leur premier balayage des séries éliminatoires sur sept matchs, depuis les finales 1975. Par la suite, l’équipe a battu les Grizzlies de Memphis (4-2, au second tour). Perdant 2-1 dans la série, Kerr a fait un ajustement non conventionnel dans le match 4, laissant Tony Allen ouvert au tir et garder son défenseur, Andrew Bogut, proche de la raquette. Sa stratégie a été saluée après qu’Allen, le meilleur défenseur de Memphis, ait été écarté du terrain et limité à 16 minutes après avoir manqué des tirs ouverts. Les Warriors ont ensuite vaincu les Rockets de Houston 4-1, en finale de la conférence Ouest, participant aux Finales NBA pour la première fois en 40 ans.
Les Warriors ont affronté les Cavaliers de Cleveland en finales NBA 2015. Kerr et l’entraîneur rival, David Blatt, étaient tous deux dans leur première saison en tant qu’entraîneurs de la NBA, et c’était la première fois qu’un couple d’entraîneurs rookies se sont affrontés dans les finales de la NBA depuis la première année d’existence de la NBA, en 1947 avec Eddie Gottlieb des Warriors de Philadelphie et Harold Olsen des Stags de Chicago. Après que les Warriors soient menés 2-1 à Cleveland, Kerr a commencé à titulariser Andre Iguodala à la place de Bogut, pour une victoire 103-82 à l'extérieur qui a égalé la série. C’était la première titularisation de la saison d’Iguodala, et le petit cinq majeur est devenu connu sous le nom de "Death Lineup". Après le match, Kerr a admis avoir menti à la presse sur les questions d’avant-match sur les changements potentiels de sa formation initiale. Les Warriors ont ensuite remporté le titre en six matchs, battant les Cavaliers 4-2 dans la série, pour donner à Kerr son sixième titre NBA et le premier en tant qu’entraîneur.
Après les deux premiers jours du camp d’entraînement de la saison suivante, Kerr a pris un congé indéfini pour se réhabiliter le dos. À cette époque, l’entraîneur adjoint, Luke Walton, a assumé les fonctions d’entraîneur de Kerr. Kerr a raté toute l’année 2015 et la majeure partie de janvier 2016, bien que techniquement la NBA ait attribué à Kerr le bilan de victoire-défaite de Walton. Le 22 janvier 2016, Kerr est retourné sur le banc après avoir manqué 43 matchs, mais il a averti qu’il pourrait devoir manquer des matchs à l’occasion s’il y avait une récurrence de douleurs. Les Warriors ont obtenu un bilan de 39-4 avec l’entraîneur intérimaire Luke Walton. Les Warriors ont terminé à 34-5 après le retour de Kerr aux commandes. Golden State a ainsi battu le record des Bulls de Chicago de 1995-1996 en remportant 73 matchs,. Kerr est devenu la première personne de l’histoire de la NBA à faire partie de plusieurs équipes gagnant plus de 70 victoires en tant que joueur et entraîneur. Il a été nommé entraîneur de l’année 2015-2016 de la NBA. Kerr a mené les Warriors aux finales NBA 2016 où ils ont de nouveau affronté les Cavaliers de Cleveland. Cependant, les Warriors ont perdu la finale en sept matchs, tout en menant la série 3-1, avant de perdre les trois derniers matchs.

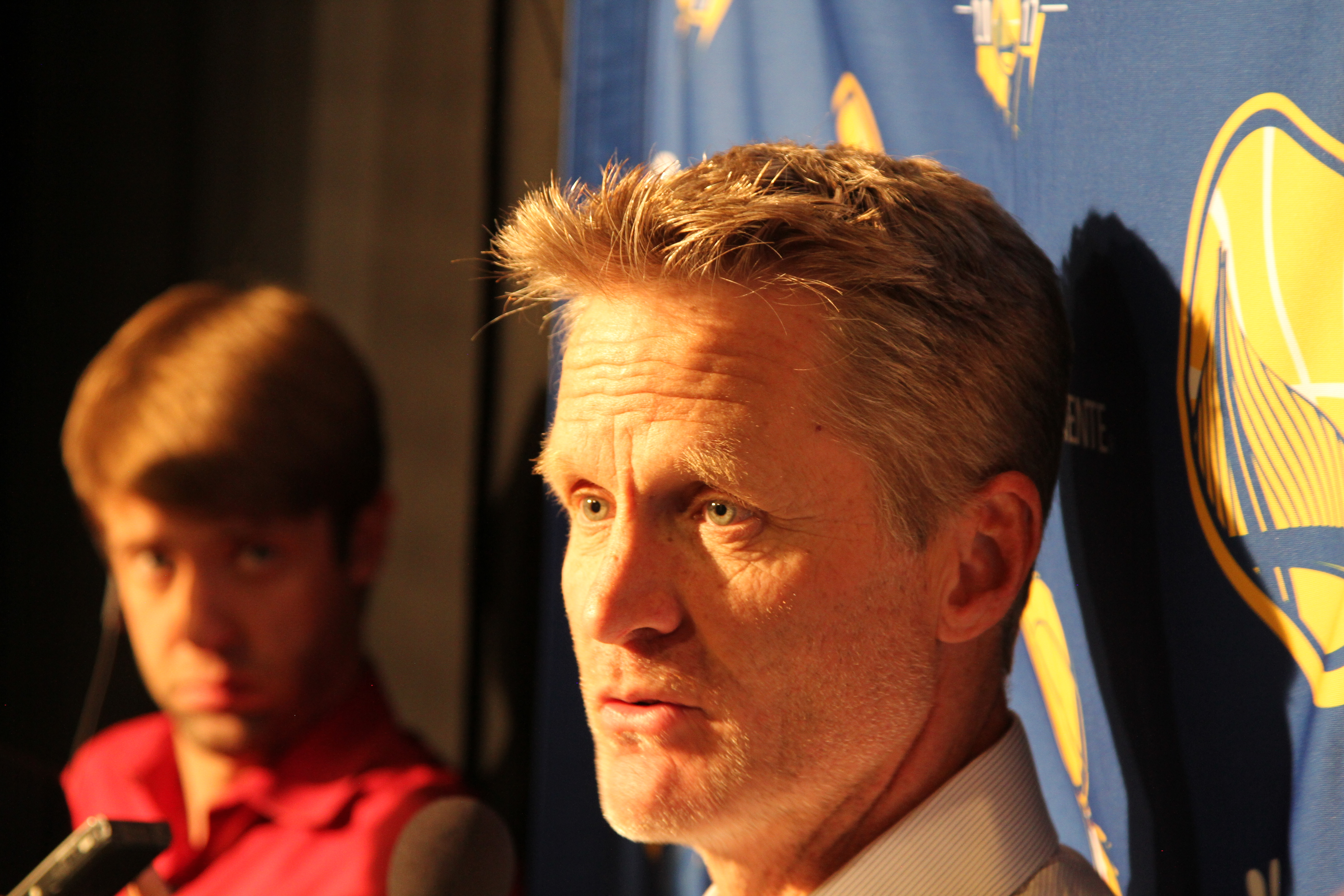
Kerr en 2017.

Kerr a manqué quelques rencontres durant les playoffs 2017 en raison de problèmes de santé récurrents. L’entraîneur adjoint, Mike Brown, a agi à titre d’entraîneur intérimaire pendant les périodes d’absence de Kerr, et Brown a continué d’être entraîneur dans les playoffs menant les Warriors à un bilan de 12-0 en séries éliminatoires. Kerr est revenu pour les Finales NBA 2017 où il a mené les Warriors à la victoire sur les Cavaliers de Cleveland en cinq matchs. Les Warriors ont terminé les playoffs avec un bilan de 16-1, le meilleur pourcentage de victoires en playoffs de l’histoire de la NBA. Kerr est le quatrième entraîneur de l’histoire de la NBA à remporter deux titres au cours de ses trois premières saisons en tant qu'entraîneur. 
Il soutient les critiques de Stephen Curry contre Donald Trump, qui annule alors l'invitation aux champions NBA 2017 à la Maison-Blanche. 
Le 11 février 2018, il devient l'entraîneur des ligues professionnelles nord-américaines à remporter le plus vite 250 victoires. Il ne lui aura fallu que 302 rencontres pour cela, contre 346 à Phil Jackson (NBA), 348 à Frank Chance (en) (MLB), 354 à Don Shula (NFL) et 396 à Dan Bylsma (NHL).
Kerr a remporté son troisième titre en tant qu’entraîneur lorsque les Warriors ont défait les Cavaliers de Cleveland dans les finales NBA 2018 en quatre matchs pour donner à Kerr son huitième titre NBA de sa carrière. Il est également devenu le premier entraîneur de l’histoire de la NBA à avoir mené son équipe à 67 victoires ou plus en trois saisons consécutives.
Il développe un jeu hautement collectif mettant notamment en valeur le tir à trois points. Sur la saison NBA 2016-2017, 70,5 % des paniers marqués par les Warriors sont arrivés après une passe décisive, contre une moyenne NBA de 57,9 %, soit la plus haute marque des treize dernières années et la cinquième depuis 1957. Cette philosophie de jeu leur fait établir la meilleure évaluation (113,2) et le meilleur pourcentage de réussite effectif de l’histoire de la ligue avec 56,3 % (et même 67,6 % pour Stephen Curry). Les Warriors délivrent dix passes décisives secondaires (la passe précédant la passes décisive) par match, loin devant le reste de la NBA, ce qui favorise des positions de tirs plus faciles que leur adversaires.

## Prises de positions sociales
Il a formé un groupe avec Gregg Popovich, autre entraîneur de basket-ball bien connu, et d'autres entraîneurs, pour prendre position contre les injustices raciales aux États-Unis et d'autres réformes qu'ils jugent nécessaires. Le 24 mai 2022, la fusillade d'Uvalde, une nouvelle tuerie par arme à feu dans une école américaine, fait 22 morts. Kerr profite d'une conférence de presse pendant la finale de conférence entre les Warriors et les Mavericks pour critiquer vertement les sénateurs républicains qui refusent la « vérification des antécédents judiciaires ou psychologiques » des acheteurs d'armes,.

## Statistiques

### Joueur

#### Université
Les statistiques universitaires de Steve Kerr sont les suivantes :
| Saison    | Équipe   | Matchs   | 5 Dép.   | Minutes  | % Tirs   | % 3pts   | % LF     | Rbds/m   | PassD/m  | Int/m    | Ctrs/m   | Pts/m    |
| --------- | -------- | -------- | -------- | -------- | -------- | -------- | -------- | -------- | -------- | -------- | -------- | -------- |
| 1983-1984 | Arizona  | 28       | -        | 22,6     | 51,6     | -        | 69,2     | 1,2      | 1,3      | 0,3      | 0,0      | 7,1      |
| 1984-1985 | Arizona  | 31       | -        | 33,4     | 56,8     | -        | 80,3     | 2,4      | 4,0      | 0,6      | 0,1      | 10,0     |
| 1985-1986 | Arizona  | 32       | -        | 38,4     | 54,0     | -        | 89,9     | 3,2      | 4,2      | 1,6      | 0,0      | 14,4     |
| 1986-1987 | Arizona  | Redshirt | Redshirt | Redshirt | Redshirt | Redshirt | Redshirt | Redshirt | Redshirt | Redshirt | Redshirt | Redshirt |
| 1987-1988 | Arizona  | 38       | -        | 32,6     | 55,9     | 57,3     | 82,4     | 2,0      | 3,9      | 1,2      | 0,1      | 12,6     |
| Carrière  | Carrière | 129      | -        | 32,1     | 54,8     | 57,3     | 81,5     | 2,2      | 3,4      | 1,0      | 0,1      | 11,2     |

#### Saison régulière
Les statistiques de Steve Kerr en saison régulière sont les suivantes : 
| Champion NBA | Leader de la ligue | Record NBA |

gras = ses meilleures performances
| Saison    | Équipe      | Matchs | 5 Dép. | Minutes | % Tirs | % 3pts | % LF | Rbds/m | PassD/m | Int/m | Ctrs/m | Pts/m |
| --------- | ----------- | ------ | ------ | ------- | ------ | ------ | ---- | ------ | ------- | ----- | ------ | ----- |
| 1988-1989 | Phoenix     | 26     | 0      | 6,0     | 43,5   | 47,1   | 66,7 | 0,7    | 0,9     | 0,3   | 0,0    | 2,1   |
| 1989-1990 | Cleveland   | 78     | 5      | 21,3    | 44,4   | 50,7   | 86,3 | 1,3    | 3,2     | 0,6   | 0,1    | 6,7   |
| 1990-1991 | Cleveland   | 57     | 4      | 15,9    | 44,4   | 45,2   | 84,9 | 0,6    | 2,3     | 0,5   | 0,1    | 4,8   |
| 1991-1992 | Cleveland   | 48     | 20     | 17,6    | 51,1   | 43,2   | 83,3 | 1,6    | 2,3     | 0,6   | 0,2    | 6,6   |
| 1992-1993 | Cleveland   | 5      | 0      | 8,2     | 50,0   | 0,0    | 100  | 1,4    | 2,2     | 0,4   | 0,0    | 2,4   |
| 1992-1993 | Orlando     | 47     | 0      | 9,4     | 42,9   | 25,0   | 90,9 | 0,8    | 1,3     | 0,2   | 0,0    | 2,6   |
| 1993-1994 | Chicago     | 82     | 0      | 24,8    | 49,7   | 41,9   | 85,6 | 1,6    | 2,6     | 0,9   | 0,0    | 8,6   |
| 1994-1995 | Chicago     | 82     | 0      | 22,4    | 52,7   | 52,4   | 77,8 | 1,5    | 1,8     | 0,5   | 0,0    | 8,2   |
| 1995-1996 | Chicago     | 82     | 0      | 23,4    | 50,6   | 51,5   | 92,9 | 1,3    | 2,3     | 0,8   | 0,0    | 8,4   |
| 1996-1997 | Chicago     | 82     | 0      | 22,7    | 53,3   | 46,4   | 80,6 | 1,6    | 2,1     | 0,8   | 0,0    | 8,1   |
| 1997-1998 | Chicago     | 50     | 0      | 22,4    | 45,4   | 43,8   | 91,8 | 1,5    | 1,9     | 0,5   | 0,1    | 7,5   |
| 1998-1999 | San Antonio | 44     | 0      | 16,7    | 39,1   | 31,3   | 88,6 | 1,0    | 1,1     | 0,5   | 0,1    | 4,4   |
| 1999-2000 | San Antonio | 32     | 0      | 8,4     | 43,2   | 51,6   | 81,8 | 0,6    | 0,4     | 0,1   | 0,0    | 2,8   |
| 2000-2001 | San Antonio | 55     | 1      | 11,8    | 42,1   | 42,9   | 93,3 | 0,6    | 1,0     | 0,3   | 0,0    | 3,3   |
| 2001-2002 | Portland    | 65     | 0      | 11,9    | 47,0   | 39,4   | 97,5 | 0,9    | 1,0     | 0,2   | 0,0    | 4,1   |
| 2002-2003 | San Antonio | 75     | 0      | 12,7    | 43,0   | 39,5   | 88,2 | 0,8    | 0,9     | 0,4   | 0,0    | 4,0   |
| Carrière  | Carrière    | 910    | 30     | 17,8    | 47,9   | 45,4*  | 86,4 | 1,2    | 1,8     | 0,5   | 0,1    | 6,0   |

Note : * Steve Kerr possède, à ce jour, le meilleur pourcentage de réussite aux paniers à 3 points en carrière (726 tirs réussis sur 1 599 tentés).

#### Playoffs
Les statistiques de Steve Kerr en playoffs sont les suivantes :
| Année    | Équipe      | Matchs | 5 Dép. | Minutes | % Tirs | % 3pts | % LF | Rbds/m | PassD/m | Int/m | Ctrs/m | Pts/m |
| -------- | ----------- | ------ | ------ | ------- | ------ | ------ | ---- | ------ | ------- | ----- | ------ | ----- |
| 1990     | Cleveland   | 5      | 0      | 14,6    | 28,6   | 0,0    | 0,0  | 1,2    | 2,0     | 0,8   | 0,0    | 1,6   |
| 1992     | Cleveland   | 12     | 3      | 12,4    | 43,9   | 27,3   | 100  | 0,5    | 0,8     | 0,4   | 0,0    | 3,7   |
| 1994     | Chicago     | 10     | 0      | 18,6    | 36,1   | 37,5   | 100  | 1,4    | 1,0     | 0,7   | 0,0    | 3,5   |
| 1995     | Chicago     | 10     | 0      | 19,3    | 47,5   | 42,1   | 100  | 0,6    | 1,5     | 0,1   | 0,0    | 5,1   |
| 1996     | Chicago     | 18     | 0      | 19,8    | 44,8   | 32,1   | 87,1 | 1,0    | 1,7     | 0,8   | 0,0    | 6,1   |
| 1997     | Chicago     | 19     | 0      | 17,9    | 42,9   | 38,1   | 92,9 | 0,9    | 1,1     | 0,9   | 0,1    | 5,1   |
| 1998     | Chicago     | 21     | 0      | 19,8    | 43,4   | 46,3   | 81,8 | 0,8    | 1,7     | 0,3   | 0,0    | 4,9   |
| 1999     | San Antonio | 11     | 0      | 8,8     | 26,7   | 23,1   | 83,3 | 0,8    | 0,7     | 0,2   | 0,0    | 2,2   |
| 2001     | San Antonio | 9      | 0      | 11,2    | 48,0   | 33,3   | 50,0 | 1,0    | 0,7     | 0,4   | 0,1    | 3,3   |
| 2002     | Portland    | 3      | 0      | 13,0    | 42,9   | 25,0   | 100  | 1,3    | 1,7     | 0,3   | 0,0    | 6,3   |
| 2003     | San Antonio | 10     | 0      | 4,6     | 63,6   | 83,3   | 75,0 | 0,3    | 0,6     | 0,1   | 0,0    | 2,2   |
| Carrière | Carrière    | 128    | 3      | 15,6    | 42,6   | 37,0   | 87,6 | 0,9    | 1,2     | 0,5   | 0,0    | 4,3   |

### Entraîneur
Les statistiques de Steve Kerr en tant qu'entraîneur sont les suivantes :
| Entraîneur de l'année | Champion NBA | Participation en playoffs | Record NBA |

| Équipe       | Saison     | Saison régulière | Saison régulière | Saison régulière | Saison régulière | Saison régulière          | Playoffs | Playoffs  | Playoffs | Playoffs | Playoffs                                                              |
| Équipe       | Saison     | Matchs           | Victoires        | Défaites         | %                | Classement                | Matchs   | Victoires | Défaites | %        | Résultat                                                              |
| ------------ | ---------- | ---------------- | ---------------- | ---------------- | ---------------- | ------------------------- | -------- | --------- | -------- | -------- | --------------------------------------------------------------------- |
| Golden State | 2014-2015  | 82               | 67               | 15               | 81,7             | 1er en division Pacifique | 21       | 16        | 5        | 76,2     | Champion NBA                                                          |
| Golden State | 2015-20161 | 82               | 732              | 9                | 89,0             | 1er en division Pacifique | 24       | 15        | 9        | 62,5     | Défaite contre les Cavaliers de Cleveland en Finales NBA              |
| Golden State | 2016-2017  | 82               | 67               | 15               | 81,7             | 1er en division Pacifique | 17       | 16        | 1        | 94,13    | Champion NBA                                                          |
| Golden State | 2017-2018  | 82               | 58               | 24               | 70,7             | 1er en division Pacifique | 21       | 16        | 5        | 76,2     | Champion NBA                                                          |
| Golden State | 2018-2019  | 82               | 57               | 25               | 69,5             | 1er en division Pacifique | 22       | 14        | 8        | 63,6     | Défaite contre les Raptors de Toronto en Finales NBA                  |
| Golden State | 2019-2020  | 65               | 15               | 50               | 23,1             | 5e en division Pacifique  | -        | -         | -        | -        | Pas de playoffs                                                       |
| Golden State | 2020-2021  | 72               | 39               | 33               | 54,2             | 4e en division Pacifique  | -        | -         | -        | -        | Pas de playoffs                                                       |
| Golden State | 2021-2022  | 82               | 53               | 29               | 64,6             | 2e en division Pacifique  | 22       | 16        | 6        | 72,7     | Champion NBA                                                          |
| Golden State | 2022-2023  | 82               | 44               | 38               | 53,7             | 4e en division Pacifique  | 13       | 6         | 7        | 46,2     | Défaite contre les Lakers de Los Angeles en demi-finale de conférence |
| Golden State | 2023-2024  | 82               | 46               | 36               | 56,1             | 5e en division Pacifique  | -        | -         | -        | -        | Pas de playoffs                                                       |
| Golden State | 2024-2025  | -                | -                | -                | -                | -                         | -        | -         | -        | -        | -                                                                     |
| Carrière     | Carrière   | 793              | 519              | 274              | 65,4             |                           | 140      | 99        | 41       | 70,7     | 4 titres NBA                                                          |

Notes : 
- 1 Steve Kerr remporte le NBA Coach of the Year Award en 2015 qui récompense le meilleur entraîneur de la saison[26].
- 2 Les Warriors de Golden State de Steve Kerr détiennent le record de victoires en saison régulière[40].
- 3 Les Warriors de Steve Kerr détiennent le record du pourcentage de victoires sur une campagne de playoffs[30].

Dernière mise à jour effectuée le 19 juin 2024.

## Salaires
Les gains de Steve Kerr en carrière sont les suivants :
| Année           | Équipe                    | Salaire      |
| --------------- | ------------------------- | ------------ |
| 1988-1989       | Suns de Phoenix           | 100 000 $    |
| 1989-1990       | Cavaliers de Cleveland    | -            |
| 1990-1991       | Cavaliers de Cleveland    | 548 000 $    |
| 1991-1992       | Cavaliers de Cleveland    | 553 000 $    |
| 1992-1993       | Magic d'Orlando           | 550 000 $    |
| 1993-1994       | Bulls de Chicago          | 150 000 $    |
| 1994-1995       | Bulls de Chicago          | 620 000 $    |
| 1995-1996       | Bulls de Chicago          | 800 000 $    |
| 1996-1997       | Bulls de Chicago          | 750 000 $    |
| 1997-1998       | Bulls de Chicago          | 750 000 $    |
| 1998-1999       | Spurs de San Antonio      | 1 774 000 $  |
| 1999-2000       | Spurs de San Antonio      | 1 968 750 $  |
| 2000-2001       | Spurs de San Antonio      | 2 200 000 $  |
| 2001-2002       | Trail Blazers de Portland | 2 406 250 $  |
| 2002-2003       | Spurs de San Antonio      | 2 625 000 $  |
| Total des gains | Total des gains           | 15 795 000 $ |

## Anecdotes
Steve Kerr et Robert Horry, un autre remplaçant décisif, ont alternativement remporté 12 des 14 titres de champion NBA entre 1994 et 2007. Kerr ou Horry étaient dans l'effectif de chaque équipe championne de la saison 1993-1994 à la saison 2002-2003. Les équipes de Kerr ont gagné les titres en 1996, 1997, 1998, 1999 et 2003. Les équipes de Horry étant victorieuses lors des finales NBA en 1994, 1995, 2000, 2001, 2002, 2005 et 2007. Ils ont gagné 3 titres sous les ordres de Phil Jackson (les Lakers et les Bulls) et chaque autre titre avec une équipe du Texas (les Spurs et les Rockets).

## Dans la culture populaire
- Le rappeur texan Paul Wall utilisa le nom de Steve Kerr dans sa chanson "I'm Throwed": "Ima sharpshooter like Steve Kerr."

## Pour approfondir
- Liste des joueurs les plus titrés en NBA.